# Trachurus picturatus
Il sugarello pittato o sugarello nero (Trachurus picturatus (Bowdich, 1825)) è un pesce osseo marino della famiglia Carangidae.

## Distribuzione e habitat
La specie è diffusa in tutto il Mediterraneo e nell'Oceano Atlantico orientale tra il Golfo di Guascogna a nord e le coste dell'Africa tropicale a sud.
È più comune attorno alle isole che presso le coste.
Il suo habitat è simile a quello degli altri membri del Genere ma, essendo una Specie strettamente pelagica preferisce ancora di più il largo e si incontra di preferenza nei pressi di scogliere a picco di isole o promontori. Il suo habitat è anche considerevolmente più profondo dato che lo si incontra abitualmente fino a 400-500 metri.

## Descrizione
Assai simile al sugarello comune ed al sugarello maggiore ma da essi ben distinto, oltre che dall'habitat diverso, anche dai seguenti particolari:
- la livrea è assai più scura, blu scuro/nero sul dorso e biancastro sul ventre e la macchia opercolare scura è poco visibile nell'animale vivo
- le pinne sono trasparenti o rosate
- la linea laterale accessoria è molto lunga arrivando fino oltre l'inizio della seconda pinna dorsale
- gli ultimi raggi della pinna dorsale ed anale sono separati dagli altri.

## Alimentazione
A base di Crostacei pelagici.

## Pesca
Simile a quella impiegata per catturare gli altri Sugarelli.